# قد تركستاني
قد تركستاني (الاسم العلمي: Cottus spinulosus) (بالإنجليزية: Turkestan sculpin)‏ هو نوع من الأسماك يتبع جنس القد من الفصيلة القديات.